# Gene and Eunice
Gene and Eunice est duo vocal américain de rhythm and blues, actif de 1950 à 1960.

## Biographie
Le duo Gene and Eunice est composé de Gene Wilson et Eunice Levy. Tous deux sont originaires du Texas. Gene, né Forest Gene Wilson est né à San Antonio et se fera appeler Gene Forrest. Eunice est de Texarkana. mais c'est à Los Angeles qu'ils se rencontrent et deviennent dans les années 1950, un couple à la scène comme à la ville, où ils sont mari et femme. Wilson a déjà enregistré quand ils créent le duo.

## Carrière
le duo  débute en 1954 en enregistrant pour Combo Records le titre Ko Ko Mo qui, sorti en 1955, est un succès dans les charts R&B. Pourtant Gene and Eunice passent très vite chez Aladdin Records qui leur fait réenregistrer le titre pour attirer les acheteurs. Le bénéfice est de courte durée, car Ko Ko Mo est repris par nombre d'artistes pop, tels que Perry Como, qui éclipsent les versions du duo afro-américain.
Gene and Eunice continue à enregistrer pour Aladdin mais leur second succès sera Poco Loco, en 1959, sur le petit label Case Records.
Gene Wilson est décédé à l'âge de 71 ans à Las Vegas, le 24 juillet 2003, un an après sa compagne, décédée le 26 mai 2002.

## Discographie

### Singles
- Ko Ko Mo (Combo Records)
- Ko Ko Mo (Aladdin Records)
- Let's Get Together (Aladdin Records)
- Poco Loco (Case Records)